# Cirkel van Spieker
De cirkel van Spieker is een bijzondere cirkel in een driehoek. Het is het complement van de ingeschreven cirkel. Deze cirkel is zowel ingeschreven in de driehoek van de middens van de zijde, als in het beeld van ABC bij vermenigvuldiging ten opzichte van het punt van Nagel met factor {\displaystyle {\frac {1}{2}}}.

## Punt van Spieker

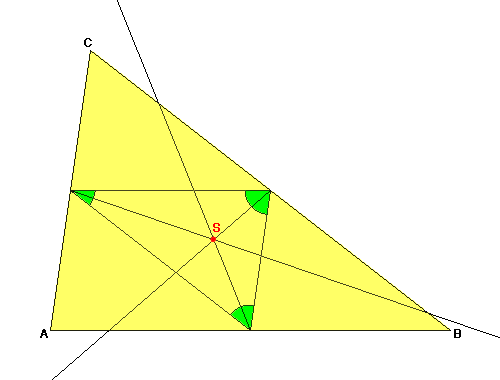
Punt van Spieker

Het middelpunt van de cirkel van Spieker heet het punt van Spieker. Het is het complement van het middelpunt van de ingeschreven cirkel is een driehoekscentrum en heeft kimberlingnummer X(10). Het punt ligt op de rechte van Nagel.
Een alternatieve definitie voor het punt van Spieker is het zwaartepunt van de omtrek van de driehoek. Het punt van Spieker is het machtpunt van de aangeschreven cirkels.
| Punt van Spieker {\displaystyle X_{10}}) | Punt van Spieker {\displaystyle X_{10}})        |
| ---------------------------------------- | ----------------------------------------------- |
| Trilineaire coördinaten                  | {\displaystyle bc(b+c)\,:\,ca(c+a)\,:\,ab(a+b)} |
| Barycentrische coördinaten               | {\displaystyle (b+c)\,:\,(c+a)\,:\,(a+b)}       |